# Eugen Pecoroni
Karl Eugen Pecoroni (* 29. Oktober 1856 in Neckarsulm; † 14. Dezember 1928 in Ulm) war ein deutscher Verwaltungsbeamter.

## Leben
Pecoroni wurde in Neckarsulm als Sohn des Stadtschultheißen Josef Pecoroni geboren. Er besuchte die Volksschule und ab 1865 die Lateinschule in Neckarsulm. 1870 wechselte er auf das Karlsgymnasium in Heilbronn. Nach Ablegung der Reifeprüfung absolvierte er 1874/75 ein Verwaltungspraktikum bei der Stadtkanzlei Neckarsulm, ehe er 1875 das Studium der Regiminalwissenschaft an der Universität Tübingen aufnahm. 1878 bestand er die erste, 1880 die zweite höhere Dienstprüfung.
Nach seinem Vorbereitungsdienst als Regierungsreferendar beim Oberamt Neckarsulm und bei der Regierung des Neckarkreises in Ludwigsburg wurde Pecoroni 1880 Aktuariatsverweser beim Oberamt Neckarsulm, noch im gleichen Jahr stellvertretender Amtmann beim Oberamt Urach und zugleich Amtsanwalt beim Amtsgericht Urach. 1881/82 leistete er seinen Militärdienst als Einjährig-Freiwilliger beim Grenadier-Regiment „Königin Olga“ (1. Württembergisches) Nr. 119 in Stuttgart. 1882 wurde er Amtmann beim Oberamt Riedlingen, 1885 Amtmann bei der Stadtdirektion Stuttgart, 1890 Kollegialhilfsarbeiter bei der Regierung des Neckarkreises in Ludwigsburg und vorübergehend Oberamtsverweser der Oberämter Cannstatt, Oberndorf und Maulbronn. 1892 bis 1907 war er Oberamtmann des Oberamts Waldsee, ab 1904 mit dem Titel eines Regierungsrats. Von 1907 bis 1919 war er Kollegialrat bzw. Regierungsrat, ab Februar 1916 Oberregierungsrat bei der Regierung des Donaukreises in Ulm.
Von 1907 bis 1919 war Pecoroni Vorstandsvorsitzender der Landwirtschaftlichen Berufsgenossenschaft für den Donaukreis.

## Auszeichnungen
- Karl-Olga-Medaille in Silber (1901)
- Ritterkreuz 1. Klasse des Friedrichs-Ordens (1906)
- Landwehrdienstauszeichnung 2. Klasse (vor 1907)